# Parc du Labyrinthe d'Horta
Parc del Laberint d'Horta
Le parc du Labyrinthe d'Horta (en catalan : parc del Laberint d'Horta) est un jardin historique de Barcelone, situé dans le district d'Horta-Guinardó. 
Géré par la Mairie de Barcelone, le parc est l'un des plus anciens espaces verts de la ville.

## Localisation et accès
Le parc est accessible par la ligne 3 du métro de Barcelone, à l'arrêt Mundet. 

## Historique et présentation

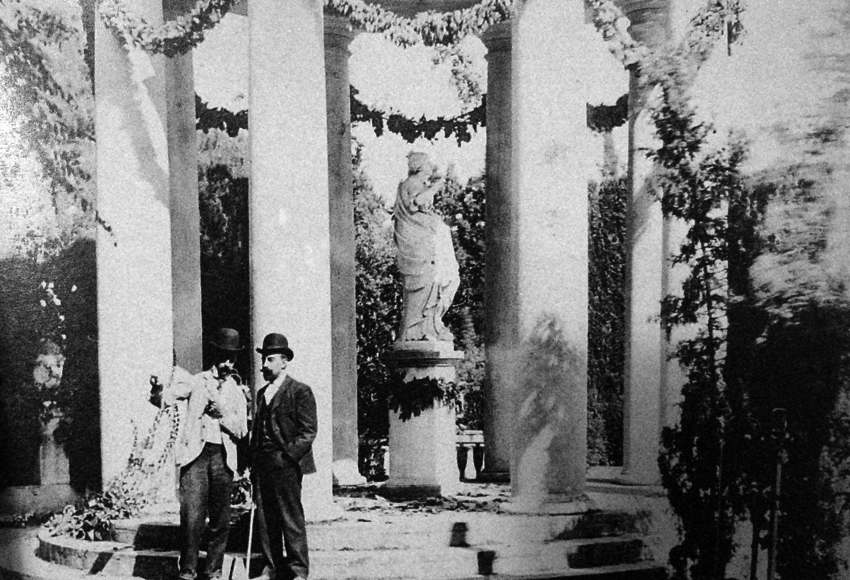
Le peintre Miquel Utrillo et le poète Joan Maragall, dans le parc, en 1898.

Le parc est situé dans l'ancienne propriété de la famille Desvalls, sur le versant est de la montagne de Collserola. Œuvre de l'architecte italien Domenico Bagutti, sa construction débute en 1794 et se termine en 1808.
Le parc est formé notamment d'un jardin néoclassique du XVIIIe siècle et d'un jardin romantique du XIXe siècle. 
il est célèbre pour accueillir en son sein un labyrinthe végétal historique, le Labyrinthe d'Horta.
Situé dans le quartier d'Horta-Guinardo, connu pour avoir accueilli plusieurs sites des Jeux olympiques d'été de 1992, le parc est devenu, depuis, un site patrimonial protégé par le ministère de la culture du gouvernement catalan. 
Il est aujourd'hui un espace vert populaire de la ville et l'une des attractions touristiques de Barcelone.